# Jarl Lindblad
Jarl Martin Lindblad, född 28 mars 1940 i Bergsjö församling i Gävleborgs län, är en svensk skådespelare, scenograf och regissör och konstnär.
Lindblad mottog 2008 Norrbottens läns landstings heders- och förtjänststipendium på 50 000 kronor.

## Filmografi
- 1965 – Supé med Arman klockan åtta
- 1966 – Gehenna
- 1967 – Jean-Paul Marat förföljd och mördad så som det framställs av patienterna på hospitalet Charenton under ledning av herr de Sade
- 1967 – Inför havets anlete
- 1968 – Ballad
- 1968 – Huset vid gränsen
- 1970 – Som fisken i vattnet
- 1982 – Sandrike
- 1989 – Kyrkkaffe
- 1994 – Småstadsberättelser (TV-serie)
- 1996 – Jägarna
- 1997 – Svenska hjältar
- 1997 – Vildängel
- 1998 – Dråpslag
- 2002 – Hjortronstället
- 2002 – Elina – som om jag inte fanns
- 2003 – Fan ta dom
- 2003 – Clownen Deppo
- 2003 – Gömd i tiden
- 2004 – 6 Points
- 2004 – Populärmusik från Vittula (okrediterad)
- 2004 – Stenjäveln
- 2005 – Möbelhandlarens dotter (TV-serie)
- 2006 – Inga tårar
- 2007 – Höök (TV-serie)
- 2010 – Höstmannen
- 2011 – Jägarna 2
- 2012 – Isdraken
- 2012 – Evigt unga
- 2017 – Rebecka Martinsson (TV-serie)

## Teater

### Roller i urval
| År   | Roll | Produktion                                                          | Regi                                 | Teater             |
| ---- | ---- | ------------------------------------------------------------------- | ------------------------------------ | ------------------ |
| 1980 |      | Så tuktas en argbigga (The Taming of the Shrew) William Shakespeare | Katariina Lahti                      | Norrbottensteatern |
| 1996 |      | Macbeth William Shakespeare                                         | Joachim Siegård                      | Norrbottensteatern |
| 2006 |      | Petrus                                                              | Jag gjorde Vietaskuppen Mikael Niemi |                    |

### Regi
| År   | Produktion                                          | Upphovsmän     | Teater             |
| ---- | --------------------------------------------------- | -------------- | ------------------ |
| 1983 | Tiden börjar på nytt                                | Torbjörn Säfve | Norrbottensteatern |
| 1984 | Ju mer vi är tillsammans, ju galnare vi bli, kabaré | Rolf Börjlind  | Norrbottensteatern |